# Cheiraster inops
Cheiraster inops är en sjöstjärneart som beskrevs av Fisher 1906. Cheiraster inops ingår i släktet Cheiraster och familjen nålsjöstjärnor. Inga underarter finns listade i Catalogue of Life.